# This Is the Police
This Is the Police è un videogioco strategico in tempo reale, con elementi di gestionale, a tema poliziesco, sviluppato da Weappy Studio e pubblicato da Nordic Games e EuroVideo Medien. È stato pubblicato per la prima volta il 2 agosto 2016 per Microsoft Windows, OS X e Linux e successivamente per PlayStation 4 e Xbox One il 22 marzo 2017 e per Nintendo Switch il 24 ottobre 2017 .
Nel gioco, il giocatore controlla il protagonista Jack Boyd, che viene costretto al prepensionamento da un sindaco corrotto. Il gioco si svolge nella città immaginaria di "Freeburg" alla fine degli anni '80 durante gli ultimi centottanta giorni di Boyd sul campo. Il gioco ha ricevuto recensioni contrastanti.
Ha avuto un sequel, This is the Police 2, uscito nel 2018.

## Modalità di gioco

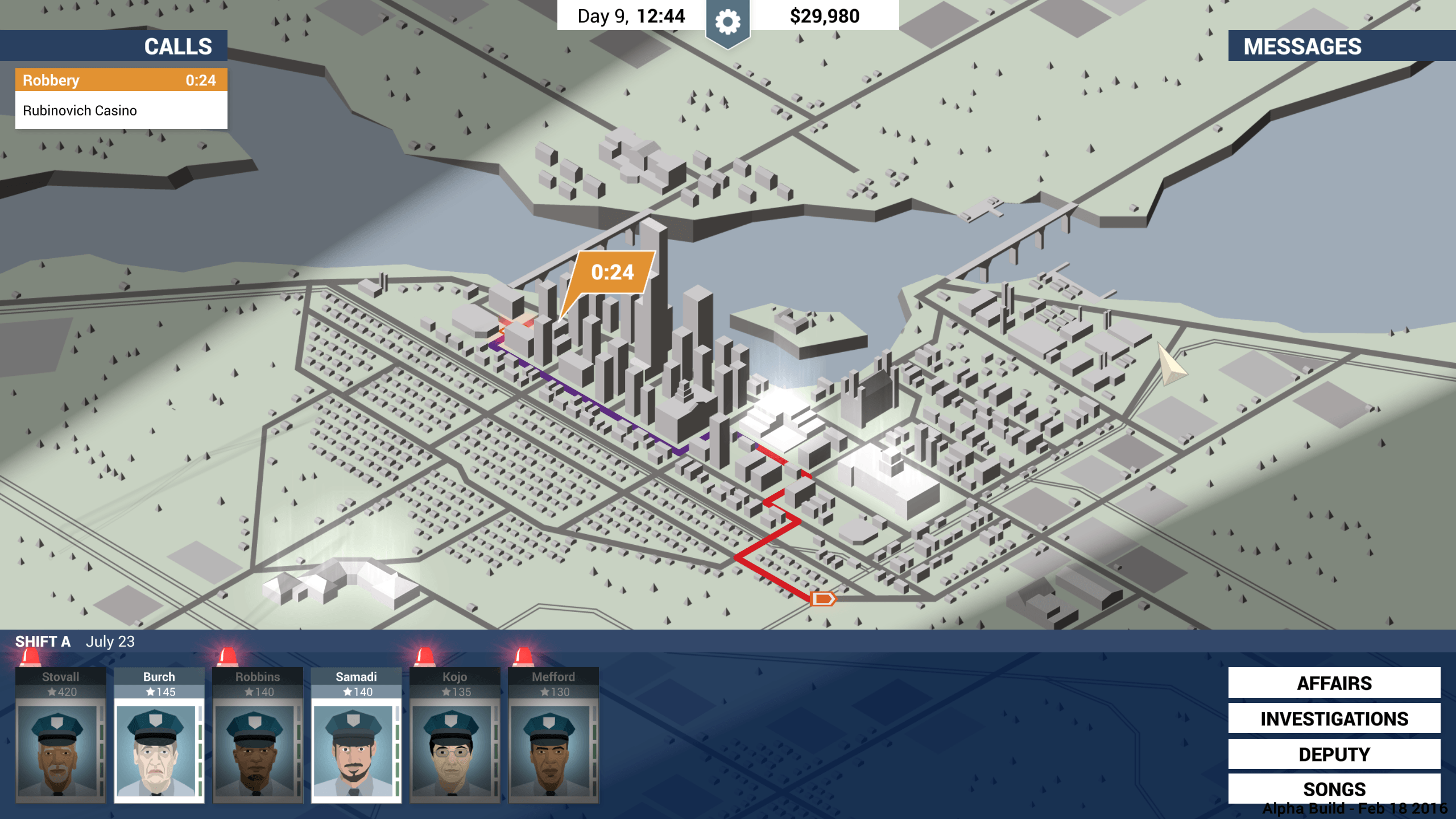
La mappa isometrica di Freeburg, dalla quale il giocatore controlla i crimini

Lo stile di gioco è presentato tramite immagini e testo su una mappa isometrica. Il giocatore ha il compito di accumulare 500000 $ nei suoi ultimi sei mesi sul campo, attraverso vari modi; una delle opzioni include l'utilizzo della mafia locale. La mafia potrebbe chiedere al giocatore di chiudere un occhio su alcuni dei crimini e di essere ricompensato con denaro. Il giocatore riceve chiamate e ha il compito di dare la priorità ad alcune di esse mentre si occupa del personale. A seconda della gravità delle chiamate, il numero di poliziotti inviati varia. Se è un caso di aggressione, sono richiesti solo due poliziotti, ma se si tratta di una rapina a mano armata, possono essere scelti un massimo di dieci. Mentre il gioco procede, il giocatore può inviare squadre SWAT e rinforzi. Il giocatore deve stabilire una strategia su quanti agenti mandano a ciascun crimine, perché se non ci sono ufficiali di riserva, alcuni crimini non possono essere fermati. La mancata interruzione dei crimini influisce sulla squadra del giocatore e il pagamento viene ridotto.